# Фотинищка река
Фотинищката река (на гръцки: Ρέμα Φωτεινής) е малка река, протичаща в Костурско, Западна Македония, Гърция. Реката е един от деветте притока на Костурското езеро, като се влива в него от изток.

## Описание
Реката извира в планината Вич (Вици), южно под Горни връх (1190 m). Тече първоначално на юг, след това постепенно извива на запад, минава през село Фотинища (Фотини) и се влива в Костурското езеро. Долината на реката отделя Вич от Кайнако.
Дължината ѝ е 4 km. Потокът му не е непрекъснат и тя рядко има вода. Измерванията, направени по време или след валеж, показват дебит 13 – 42 l/s. Водосборният басейн на реката е 9,8 km2 и има максимална надморска височина 750 m.